# Pediastrum duplex
Pediastrum duplex ist eine Grünalge aus der Klasse Chlorophyceae. Sie wurde 1829 von Meyen erstbeschrieben und ist die Typusart der Gattung Pediastrum. Die Art kommt in allen Süßwassergewässertypen im Plankton vor.

## Merkmale

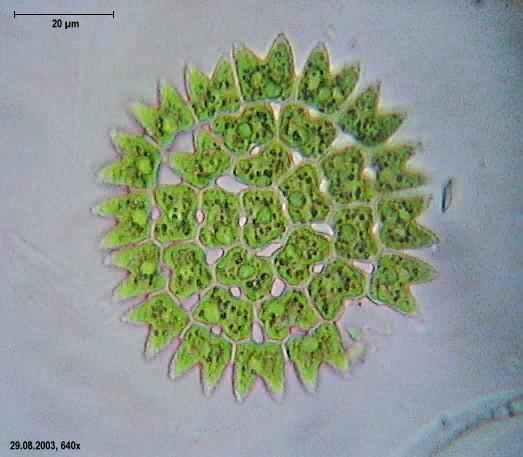
Pediastrum duplex

Ihre aus 8 bis 32 Zellen bestehenden Kolonien haben die Form eines durchbrochenen Zackenrädchens. Die Größe ist sehr variabel; die der Zellen reicht von 4 bis 80 Mikrometer, die der Kolonien von 30 bis 300 Mikrometer. Zwischen den Mittelzellen befinden sich große Zwischenräume. Die Randzellen sind nur an der Basis verwachsen und tief ausgeschnitten. Ihre beiden Lappen verlängern sich in sehr vielgestaltige Fortsätze. Die Zellmembran ist entweder glatt, punktiert oder weist netzförmige Leisten auf.

## Belege
- Heinz Streble, Dieter Krauter: Das Leben im Wassertropfen. Mikroflora und Mikrofauna des Süßwasser. Ein Bestimmungsbuch. Franckh-Kosmos Verlag, Stuttgart 2008, ISBN 978-3-440-11966-2, Seite 172.

## Weblinks

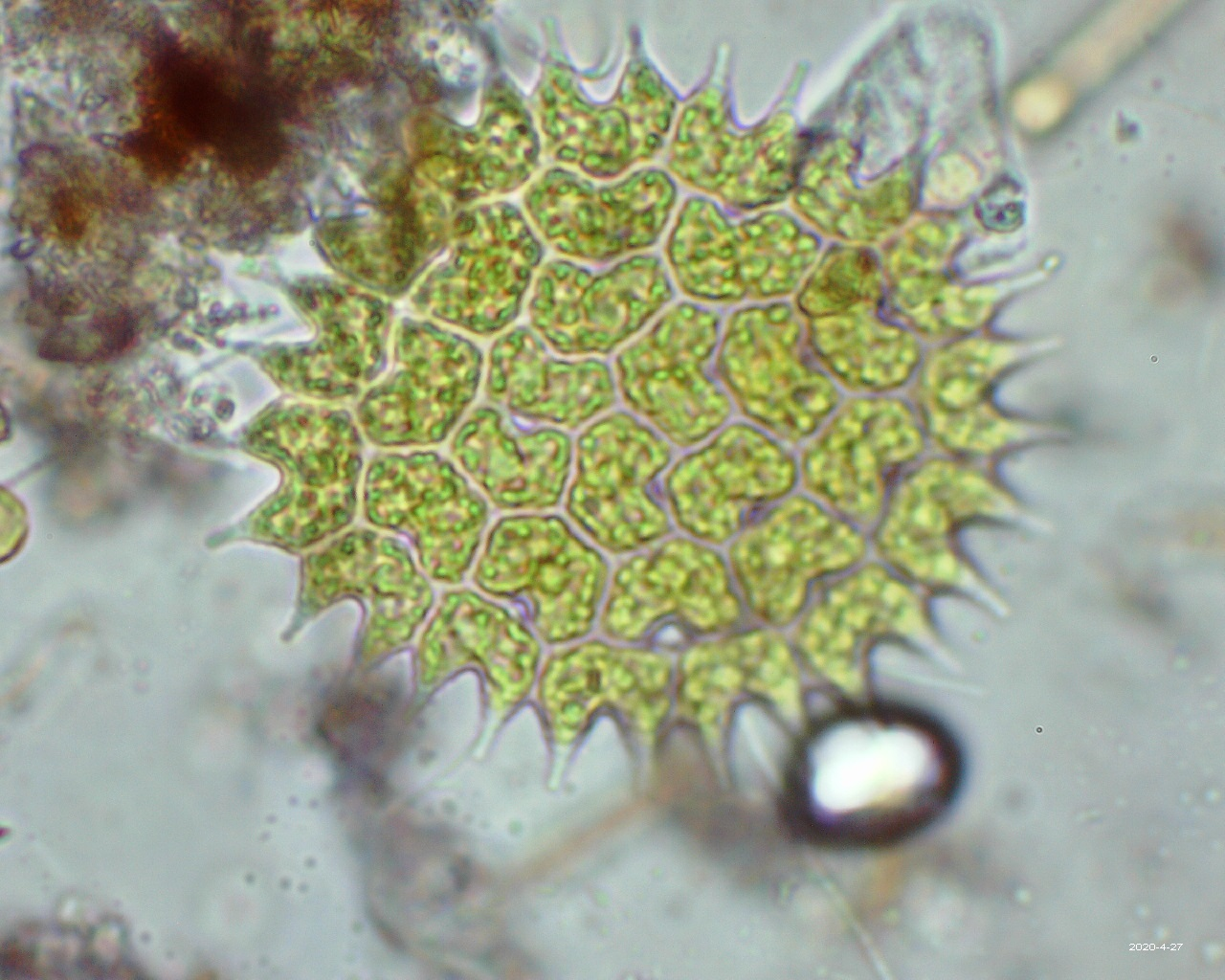
Pediastrum duplex ist variabel. Es existieren auch Exemplare ohne große Zwischenräume